# Universíada de Verão de 2005
A XXIII Universíada de Verão foi realizada em Esmirna, Turquia entre 11 e 22 de agosto de 2005. A cerimônia de abertura foi realizada no Estádio Atatürk de Esmirna.

## Medalhas
O Quadro de medalhas é uma lista que classifica as Federações Nacionais de Esportes Universitários (NUSF) de acordo com o número de medalhas conquistadas. O país em destaque é o anfitrião.
| Ordem                                                 | País               | Medalha de ouro | Medalha de prata | Medalha de bronze |    |  |
| ----------------------------------------------------- | ------------------ | --------------- | ---------------- | ----------------- | -- |  |
| 1                                                     | RUS Rússia         | 26              | 16               | 23                | 65 |  |
| 2                                                     | CHN China          | 21              | 16               | 12                | 49 |  |
| 3                                                     | JPN Japão          | 18              | 18               | 20                | 56 |  |
| 4                                                     | UKR Ucrânia        | 18              | 16               | 18                | 52 |  |
| 5                                                     | USA Estados Unidos | 17              | 12               | 14                | 43 |  |
| 6                                                     | POL Polônia        | 12              | 8                | 8                 | 28 |  |
| 7                                                     | KOR Coreia do Sul  | 11              | 14               | 9                 | 34 |  |
| 8                                                     | TUR Turquia        | 10              | 11               | 6                 | 27 |  |
| 9                                                     | TPE Taipé Chinês   | 6               | 2                | 4                 | 12 |  |
| 10                                                    | ITA Itália         | 5               | 6                | 13                | 24 |  |
|                                                       |                    |                 |                  |                   |    |  |
| 13                                                    | BRA Brasil         | 4               | 2                | 9                 | 15 |  |
|                                                       |                    |                 |                  |                   |    |  |
| 41                                                    | POR Portugal       |                 | 2                |                   | 2  |  |
| Os demais países lusófonos não conquistaram medalhas. |                    |                 |                  |                   |    |  |

## Modalidades

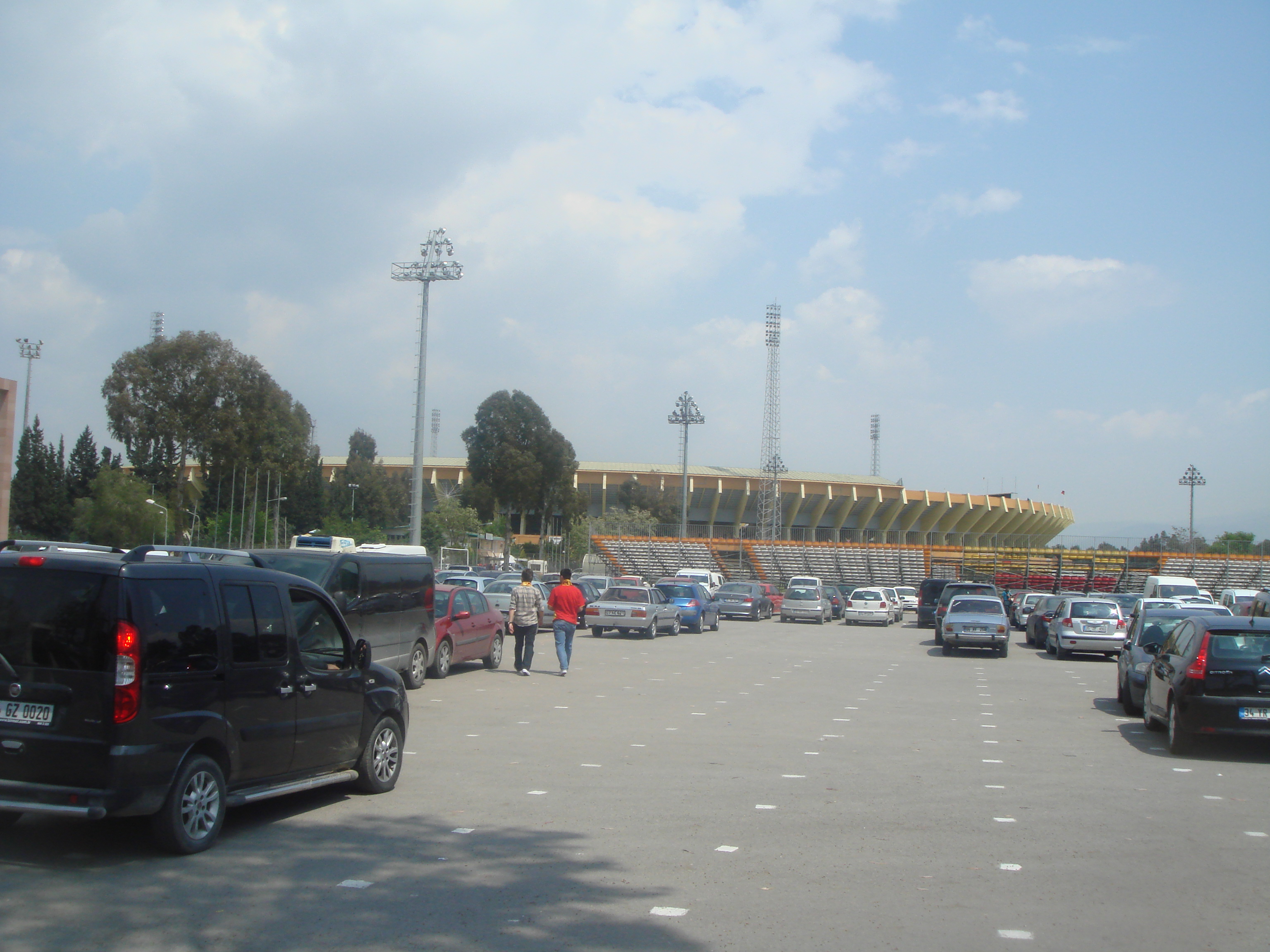
Estádio Atatürk de Esmirna, sede das cerimônias de abertura e encerramento

Essas foram as modalidades disputadas. Os números entre parênteses representam o número de eventos de cada modalidade:

### Obrigatórias
As modalidades obrigatórias (oito esportes) são determinadas pela Federação Internacional do Esporte Universitário (FISU) e, salvo alteração feita na Assembléia Geral da FISU, valem para todas as Universíadas de Verão.
| - Atletismo (45) - Basquetebol (2) - Esgrima (12) - Futebol (2) | - Ginástica artística (14) - Ginástica rítmica (8) - Natação (40) - Polo aquático (1) | - Saltos ornamentais (12) - Tênis (5) - Voleibol (2) |

### Opcionais
As modalidades opcionais são determinadas pela Federação Nacional de Esportes Universitários (National University Sports Federation - NUSF) do país organizador e devem ser de, no mínimo, três esportes.
| - Lutas (21) - Taekwondo (16) | - Tiro com arco (8) | - Vela (7) |